# あ행
あ행이란 오십음의 첫 행이다. 가나あ、い、う、え、お가 포함되고 어떤 가나도 일본어의 1음절을 가리킨다.
- あ행의 가나로 표시하는 음절은 모두 머리 자음을 수반하지 않고, 모음만으로 발음된다. あ, い, う, え, お의 음소는 각각 a, i, u, e, o이다. 각 가나의 발음의 자세한 것은 あ, い, う, え, お의 문서참조. あ행은 로마자로는 일본식, 헵번식 둘 다 a i u e o 로 표기된다.
- あ행의 가나에 관련된 탁음에서는 ヴ 및 「ヴ」를 제1문자로 하는 ヴァ행 요음이 있다（자세한 것은 ヴ의 문서 참조）. 「ヴ」및 ヴァ행 요음이외에는 あ행의 가나에 탁점을 붙여서 표기하는 탁직음 또는 그것을 제1문자로서 표기하는 탁요음은 존재하지 않는다.
- 외래음이나 방언음, 관용음 등을 가리키는 요음의 제2문자로서 あ행의 가나를 ぁ, ぃ, ぅ, ぇ, ぉ 로 작게 써서 사용하는 것이 있고（「つぁ」「ふぁ」등）, 이 경우는 작게 쓰기가 된 제2문자 만으로는 음절을 구성할 수 없고, 직전의 제1문자와 함께 1음절로 구성된다（예：「ふぁん」（fun）ɸa･n←→「ふあん」（不安）ɸɯ･a･n）。
- あ행의 통상문자（작게 쓰기가 아닌）의 직전이 같은 단의 가나인 경우는 그 あ행음을 1박（1음절）늘인 음（장음）으로 발음한다. （자세한 것은 あ い う え お의 각 문서를 참조）.

あ행 - か행 - さ행 - た행 - な행 - は행 - ま행 - や행 - ら행 - わ행